# Metizoline
Metizoline (tên thương mại Ellsyl) là thuốc thông mũi chống viêm mũi dị ứng và vận mạch.